# قرارداد تونل‌زنی لایه ۲
قرارداد تونل‌زنی لایه ۲ (به انگلیسی: Layer 2 Tunneling Protocol) یا به اختصار L2TP، یک پروتکل تونل‌زنی است که در شبکه‌های رایانه‌ای جهت پشتیبانی از شبکه خصوصی مجازی (VPN) به کار می‌رود. در این روش هیچ رمزگذاری یا امنیتی توسط خود پروتکل ارائه نمی‌شود، بلکه آنها به پروتکل رمزنگاری که از تونل می‌گذرد بستگی دارد.
اگرچه L2TP عمل کردی مشابه پروتکل لایه پیوندداده در مدل OSI دارد، اما در حقیقت یک پروتکل لایه نشست است و از درگاه UDP ثبت شده ۱۷۰۱ استفاده می‌کند.